# 黄枫 (1930年)
黄枫（1930年4月20日—），男，黑龙江望奎人，中华人民共和国政治人物，曾任中共黑龙江省委宣传部部长，省委常委、秘书长，黑龙江省政协副主席。